# Hérodiade
Pour l'opéra de Massenet, voir Hérodiade (opéra).
Hérodiade ou Hérodias (grec ancien : Ἡρῳδιάς) est une princesse juive, née dans les deux dernières décennies avant notre ère.
Petite-fille d'Hérode le Grand par son père et descendante des Hasmonéens, elle est d'abord l'épouse d'un oncle appelé Hérode (mais que l'évangile selon Marc et l'évangile selon Matthieu appellent Philippe) avec lequel, suivant Flavius Josèphe, elle a pour enfant Salomé. Elle épouse ensuite Hérode Antipas, un autre de ses oncles, qui répudie la fille du roi de Pétra, Arétas IV, avec laquelle il était marié jusque-là. Les conditions de ce mariage provoquent un scandale parmi les Judéens et des tensions avec le royaume nabatéen, qui débouchent sur une déroute des armées d'Antipas (à proximité de Gamala), qui est considérée par la population comme une vengeance divine pour punir Antipas d'avoir exécuté Jean le Baptiste.

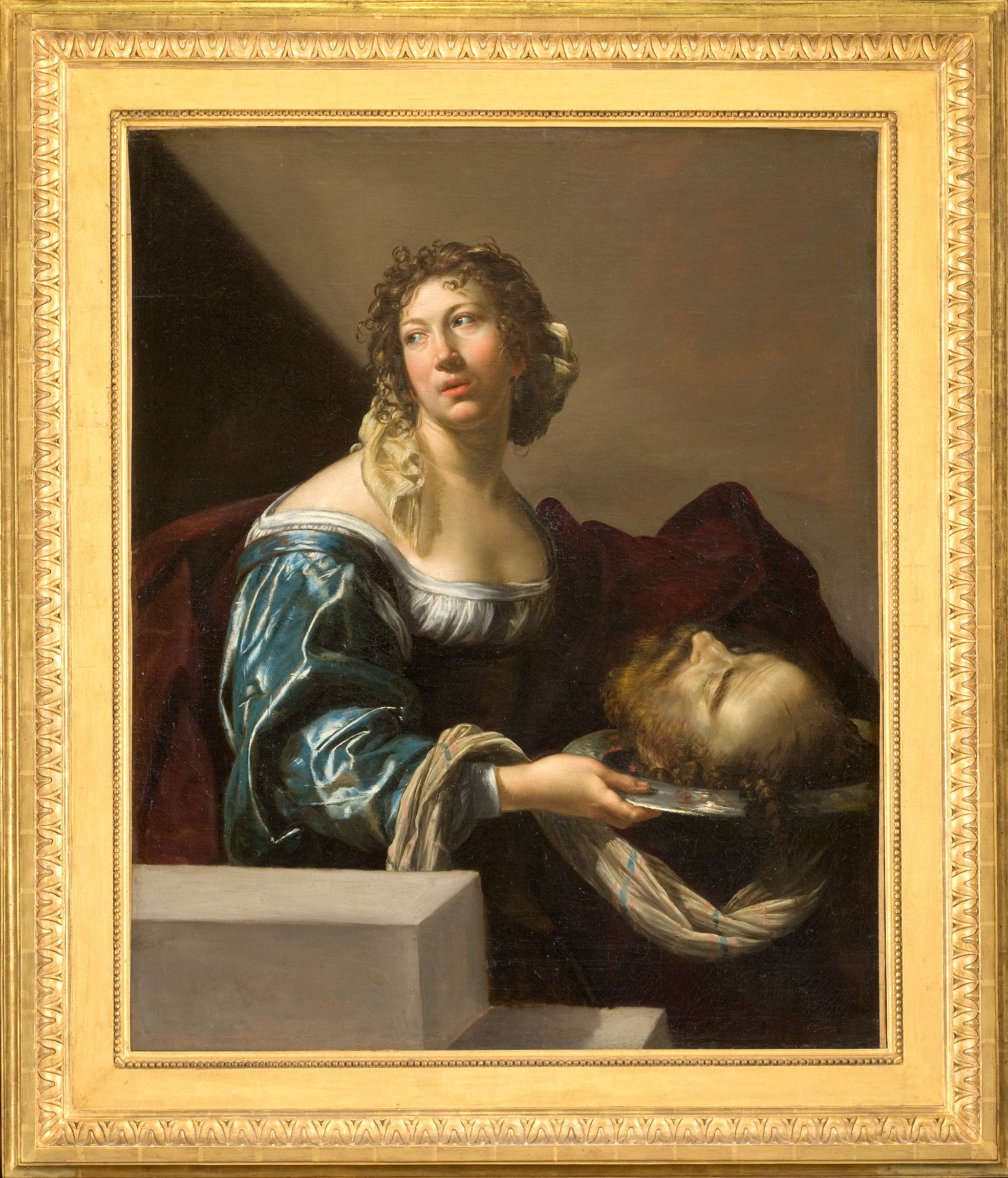
Claude Mellan, Hérodiade portant la tête de saint Jean Baptiste (XVII^{e} siècle), Montpellier, musée Fabre.

Selon les évangiles de Marc et Matthieu, c'est elle qui demande et obtient par l'intermédiaire de sa fille, qui n'est pas nommée, l'exécution par décapitation de Jean le Baptiste.
Déconsidéré auprès de Caligula par une machination d'Agrippa, Hérode Antipas est déchu, banni et exilé dans le sud des Gaules. Bien que l'empereur offre à Hérodiade la possibilité de retourner en Judée pour y vivre à la cour de son frère, elle préfère accompagner son mari dans son exil, probablement à Lugdunum Convenarum (actuelle Saint-Bertrand-de-Comminges) en 39 ap. J.-C., où l'Histoire perd sa trace.

## Éléments biographiques
Petite-fille d'Hérode le Grand par son père, Aristobule IV, et descendante des Hasmonéens, elle avait trois frères, Hérode de Chalcis, Hérode Agrippa Ier, qui vont tous deux être rois, et Aristobule le Mineur. Elle avait aussi une sœur, Mariamme IV.
Hérode le Grand est un souverain considéré comme un usurpateur cruel par ses sujets, mais dévoué à la cause impériale romaine qu'il favorise grandement dans son royaume. Son règne est marqué par les intrigues familiales nombreuses — il a eu dix épouses — et sanglantes. Ainsi, en 29 av. J.-C., le roi exécute son épouse la plus prestigieuse, Mariamne l'Hasmonéenne par jalousie, et, l'année suivante, la mère de celle-ci, respectivement, grand-mère et arrière grand-mère d'Hérodiade. En 7 av. J.-C., alors qu'elle a moins de dix ans, Aristobule son père a été exécuté sur ordre de son grand-père Hérode le Grand. Les intrigues de palais et notamment les propos d'Antipater, un autre fils qu'Hérode a eu avec Doris, ont convaincu le roi de Judée que les deux fils qu'il avait eus avec Mariamne l'Hasmonéenne complotaient contre lui. Il les fait jeter en prison, puis exécuter. Le grand-père d'Hérodiade a donc fait tuer son père, son oncle, sa grand-mère et son arrière grand-mère, mais aussi un grand nombre d'autres membres de la dynastie hasmonéenne, qui s'en trouve presque anéantie. Le roi épargne cependant les enfants d'Aristobule, les garçons Agrippa, Hérode et Aristobule le Mineur, ainsi que les filles Hérodiade et Mariamne.

### Premier mariage
Cependant, Hérode le Grand s'est occupé de l'éducation des orphelins. Il a notamment décidé qu'Hérodiade se marierait avec son demi-oncle Hérode — appelé également par les historiens modernes « Hérode Philippe Ier » ou « Hérode II, fils d'Hérode » — alors inscrit sur le testament d'Hérode comme devant cohériter de son royaume. De ce mariage est issue - au moins - une fille, Salomé.
Toutefois, l'identification du premier époux d'Hérodiade pose un problème. En effet la mention dans les évangiles attribués à Marc et à Matthieu qu'Hérodiade est « la femme de Philippe », a longtemps fait confondre son mari avec le tétrarque Philippe, évoqué dans le second prologue de l'évangile selon Luc et qui, chez Flavius Josèphe, est celui qui vient de mourir lorsque Antipas propose le mariage à Hérodiade.
Hérodiade subit une immense déception peu après son mariage avec Hérode II. En effet, celui-ci un temps fait héritier d'une partie du royaume d'Hérode au côté d'Antipater, autre fils d'Hérode le Grand, est totalement déshérité par ce dernier. Par conséquent, Hérodiade et Hérode Boëthos vont vivre comme de « simples particuliers ».

### Second mariage

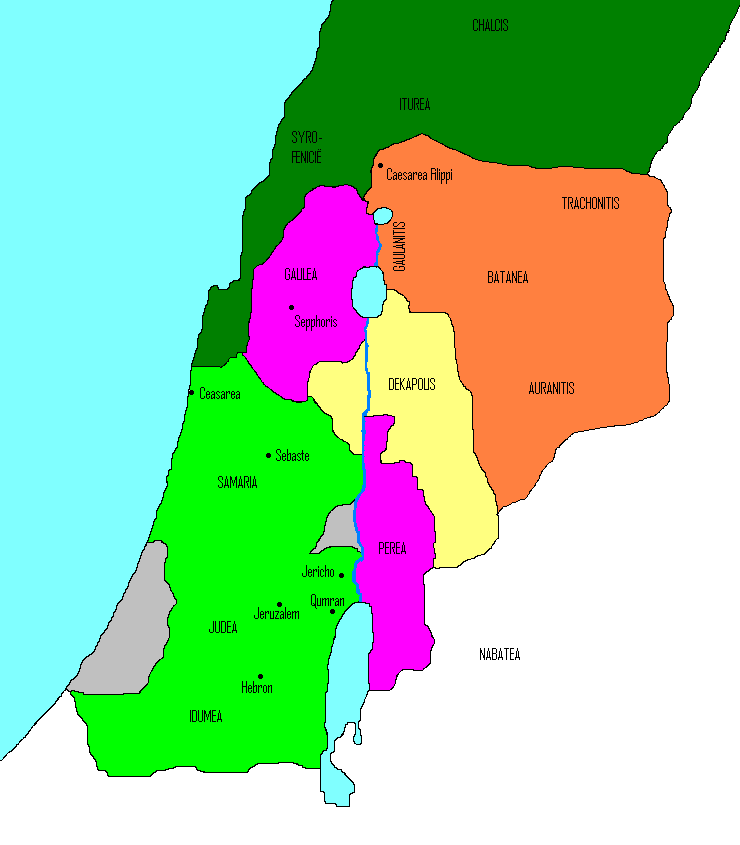
Le partage du royaume d'Hérode Ier le Grand:
Territoire sous l'autorité d'Hérode Antipas.
Territoire sous l'autorité de Philippe le Tétrarque.
Salomé Ire (villes de Javneh, Azotas, Phaesalis).
Territoire sous l'autorité d'Hérode Archélaos, puis à partir de l'an 6, province romaine de Judée.
Province romaine de Syrie.
Cités autonomes (Decapole).

Alors qu'elle est toujours mariée à Boëthos, Hérodiade rencontre, puis épouse, dans des circonstances à la chronologie mal établie et encore débattue, son oncle et beau-frère Hérode Antipas. Ce dernier cherche alors à reconstituer le royaume de son père et convoite l'administration de la Judée et de la Tétrarchie de Philippe, multipliant les démarches auprès des autorités romaines et de Tibère dont il est proche.
C'est ainsi peut-être à l'occasion d'un voyage vers Rome dans le but de rencontrer l'empereur qu'Antipas, faisant étape en la demeure de son frère Boëthos, y remarque sa nièce. Il semble alors succomber aux attraits de la jeune fille, sans qu'on sache s'il s'agit de son charme ou de l'intérêt du parti que constitue cette descendante des Hasmonéens, petite-fille d'Hérode le Grand et sœur de plusieurs souverains : une telle union dynastique pourrait conforter le prestige d'Antipas aux yeux de Tibère et incliner ce dernier à lui accorder le titre royal convoité.
De son côté, le mari d'Hérodiade, déshérité, n'exerce aucune fonction officielle et son épouse ne peut espérer aucun accès à un statut royal à ses côtés, un espoir que pourrait combler une union avec son oncle, aux avances desquelles elle cède bientôt, sans que l'on sache précisément la date du mariage qui les unit.

### Conflit avec les Nabatéens

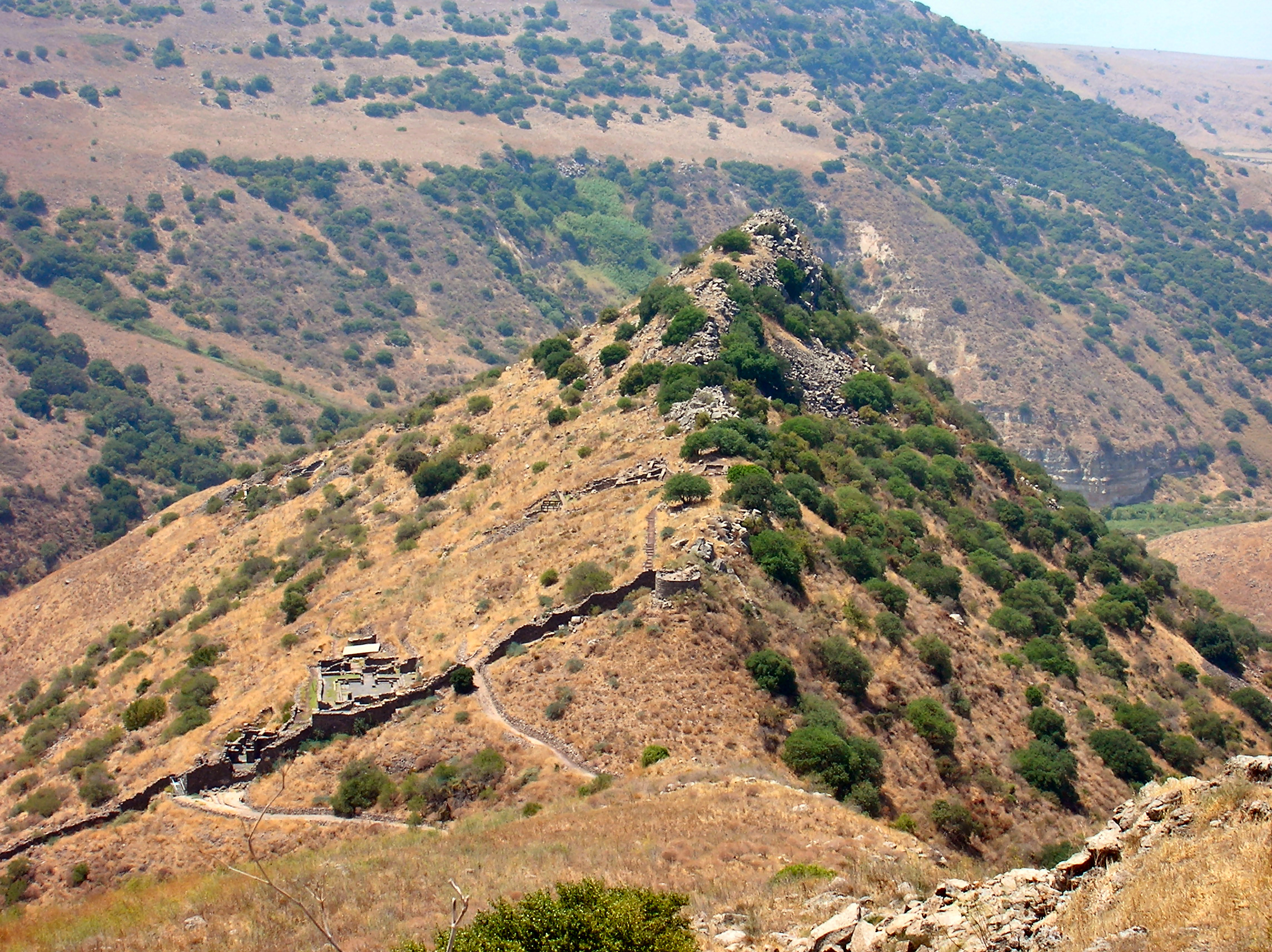
Ruines de la cité fortifiée de Gamala, enjeu de la guerre entre Arétas IV et Hérode Antipas.

Outre le fait que cela implique qu'elle se sépare de son mari encore vivant, l'union comporte un important écueil : afin de parer la menace que les puissants Nabatéens et leur roi Arétas IV — qui convoite certains territoires de la tétrarchie de Philippe — font peser sur son royaume, Antipas a épousé la fille de ce dernier, la princesse Phasaélis ; pour s'unir à Hérodiade, il lui faut la répudier.
Cette dernière, avertie par ses informateurs de la liaison de son époux avec Hérodiade et de leur intention de convoler, se réfugie en Nabathée auprès de son père avec l'aide d'officiers au service de ce dernier, afin de ne pas subir le déshonneur d'être répudiée. Une fois celui-ci mort et la fille du roi nabatéen répudiée au profit d'Hérodiade, le roi de Pétra, qui est déjà hostile à Antipas, rompt l'alliance. Exploitant le prétexte d'une contestation de frontières « du territoire de Gamala » et profitant peut-être du fait que les troupes romaines sont engagées dans un combat contre les Parthes et leur roi Artaban III,, il attaque le territoire d'Antipas, alors à Rome.
Le Nabatéen inflige aux troupes de ce dernier une cuisante défaite au cours de laquelle « toute l'armée d'Hérode est taillée en pièces à cause de la trahison de transfuges qui, tout en appartenant à la tétrarchie de Philippe, étaient au service d'Hérode [Antipas] ». Cette défaite — que certains chercheurs situent vers 29, d'autres vers 36 —  est interprétée par la population juive, suivant Flavius Josèphe, comme une punition divine pour la mise à mort de Jean le Baptiste, quelques années auparavant, punition dont Arétas IV n'aurait été que l'instrument.

### Neutralisation d'AgrippaIer
Hérode Agrippa, un Hasmonéen, est en effet un possible obstacle aux ambitions royales d'Antipas et Hérodiade. Il a été élevé à Rome avec les enfants de la famille impériale dont le futur empereur, Claude, ainsi que Drusus, le jeune fils de Tibère, dont il devient l'ami intime. Il a vécu très longtemps dans la capitale de l'empire, et il connaît personnellement presque tous les membres de la famille impériale. Il est soutenu par Antonia Minor, la belle-sœur de Tibère et la mère du futur empereur Claude qui était l'amie et la protectrice de sa mère Bérénice, qui l'avait accompagné à Rome, et aussi par l'impératrice Livie, qui était l'amie de sa grand-mère.
Mais Agrippa s'est ruiné dans la vie luxueuse de Rome. Rentré en Judée, « il se retira dans un fort à Malatha d'Idumée » et pense même « à se tuer »,. Toutefois, son épouse Cypros va s'entendre avec Hérodiade. En bonne sœur, mais peut-être avec des arrière-pensées, Hérodiade profite de son influence sur Antipas, pour que celui-ci donne à Agrippa une fonction rémunérée.

« [Antipas et Hérodiade] firent venir Agrippa, lui assignèrent comme résidence Tibériade avec une somme limitée pour vivre et l'honorèrent des fonctions d'agoranome (inspecteur des marchés) de Tibériade,. »

### Jean le Baptiste

#### Le meurtre d'un opposant célèbre qui fait naître une forte coalition

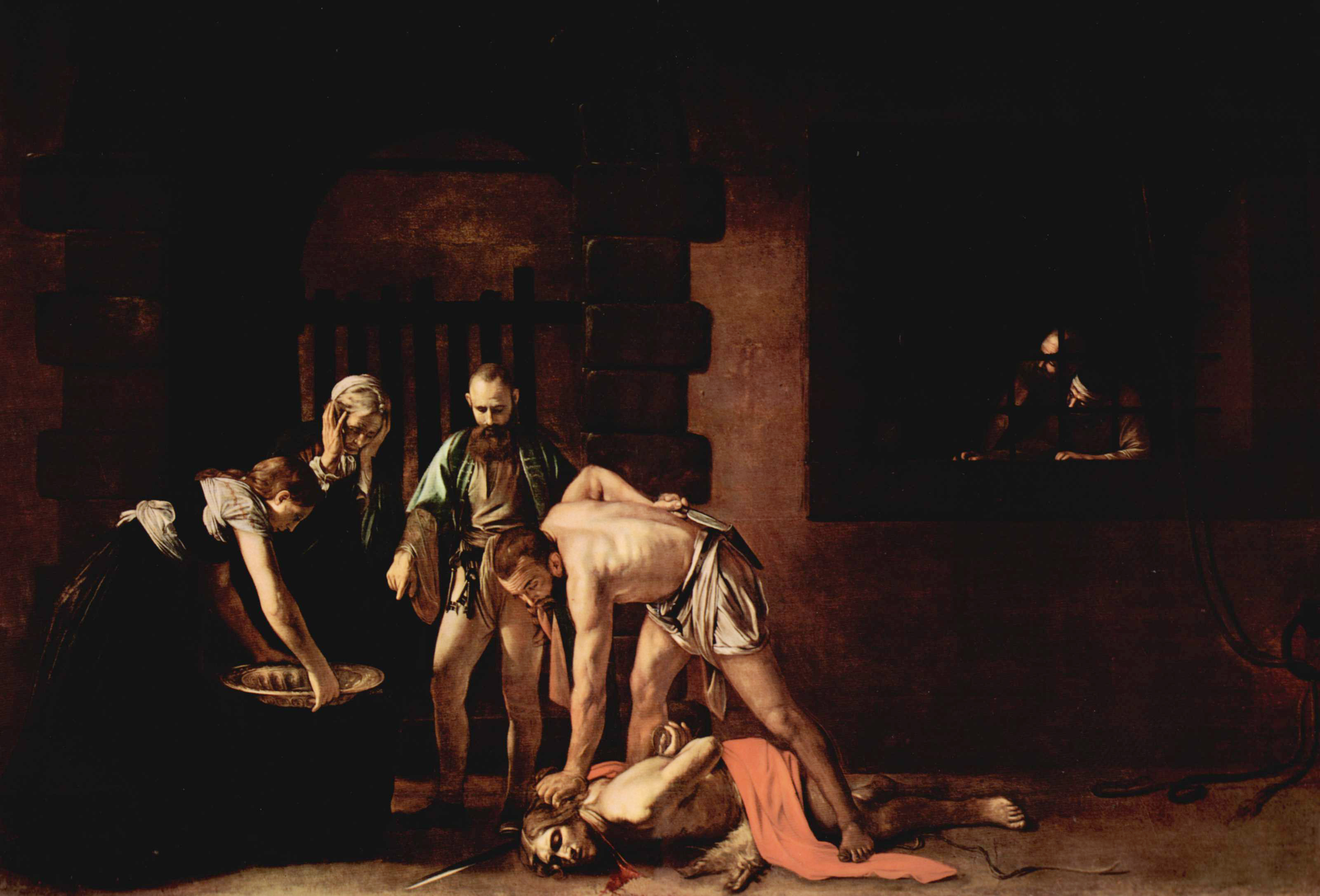
Le Caravage, La Décollation de saint Jean-Baptiste (1608), cocathédrale Saint-Jean de La Valette.

Le projet de mariage est donc révélé et « Jean surnommé Baptiste » rassemble un grand nombre de gens autour de lui « qui sont très exaltés en l'entendant parler ». Selon l'Évangile attribué à Marc, il disait à Hérode Antipas : « Il ne t'est pas permis d'avoir la femme de ton frère », marquant ainsi son opposition au mariage avec Hérodiade conçu pour renforcer la prétention d'Antipas à obtenir le titre royal. Cette union choquait doublement « en raison de l'interdiction légale du mariage avec la femme de son frère (Lév. 18, 16; 20, 21), que Jean-Baptiste rappelait sans ménagement » et en raison de la violation de la règle qui interdit à une femme juive de répudier son mari, ce que la loi romaine permettait.

« Hérode craignait qu'une telle faculté de persuader ne suscitât une révolte, la foule semblant prête à suivre en tout les conseils de Jean. Il choisit de s'emparer de lui avant que quelque trouble se fût produit à son sujet, que d'avoir à se repentir plus tard, si un mouvement avait lieu, de s'être exposé à des périls. À cause des soupçons d'Hérode, Jean est envoyé à Machaero, la forteresse déjà mentionnée et y est tué,. »

Selon l'évangile de Marc et celui de Matthieu, c'est Hérodiade qui demande et obtient par l'intermédiaire de sa fille, dont le nom n'est pas précisé, l'exécution de Jean-Baptiste.

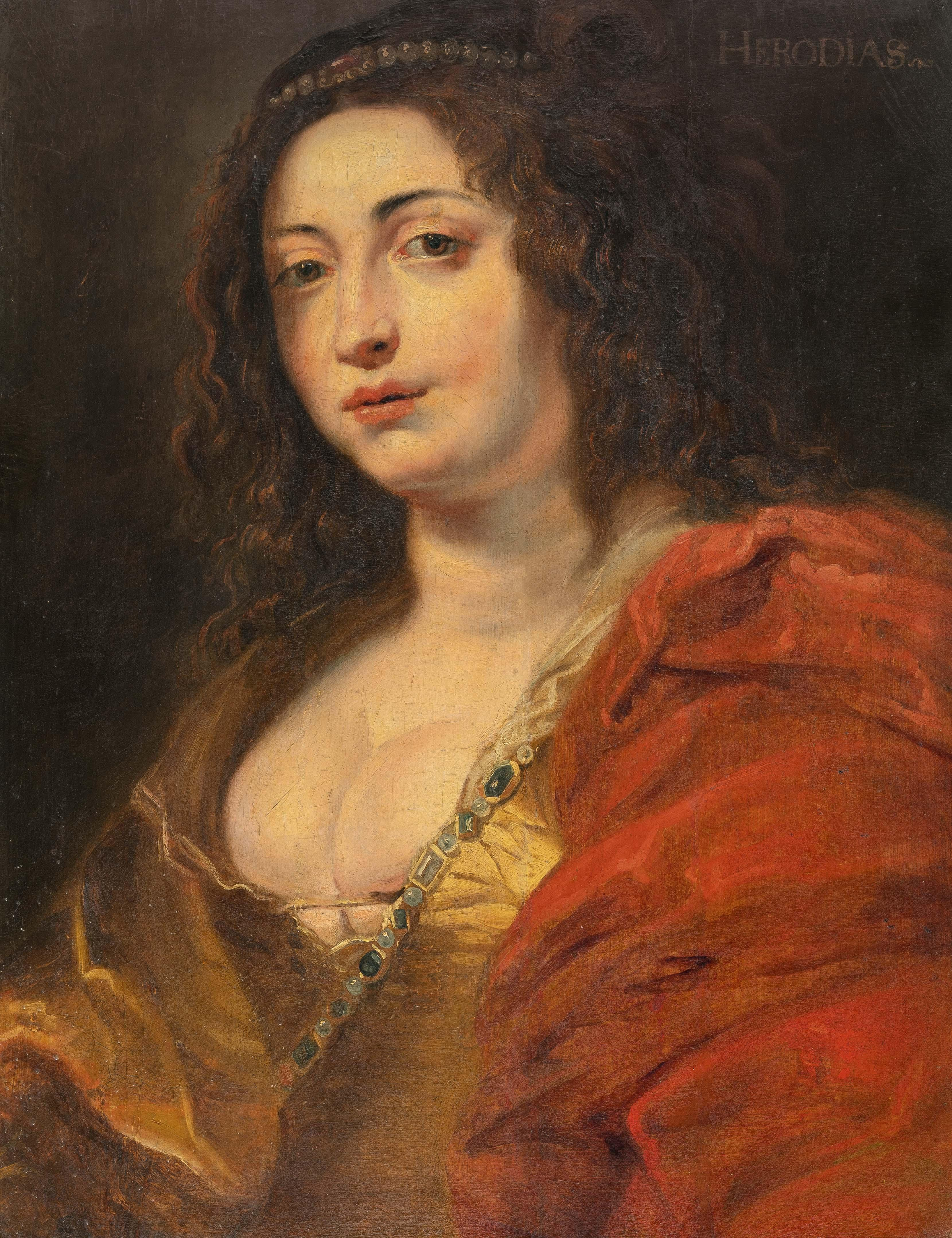
Érasme Quellin le Jeune, Herodias (envers 1635).

#### La mort de Jean le Baptiste d'après les évangiles attribués à Marc et Matthieu
Selon l'évangile attribué à Marc (VI:14-29), Hérode (dont on suppose qu'il s'agit d'Hérode Antipas, malgré le titre de « roi » que lui donne l'évangéliste), excédé par les critiques au sujet de son mariage, fait arrêter Jean et « le fait lier en prison ». Son épouse Hérodiade voulait faire tuer Jean, mais Hérode Antipas le protégeait, car il le « tenait pour un homme juste et saint » et « l'écoutait avec plaisir ». Cependant, lors de la fête donnée pour son anniversaire, la fille d'Hérodiade dansa et « elle plut à Hérode et à ses convives ». « Le roi » lui dit : « Demande-moi ce que tu voudras… Ce que tu me demanderas, je te le donnerai, fût-ce la moitié de mon royaume ». La fille d'Hérodiade demanda pour sa mère la tête de Jean Baptiste présentée sur un plateau. Hérode, fort attristé, envoya cependant un garde décapiter Jean dans sa prison, placer sa tête sur un plateau et la présenter à la jeune danseuse qui l'offrit à sa mère Hérodiade. Dans les évangiles, le nom de la fille d'Hérodiade qui se livre à la danse n'est pas précisé. La tradition retient le nom de Salomé. Chez les deux évangélistes, c'est Hérodiade qui est présentée comme la vraie coupable, à la fois de l'emprisonnement du Baptiste et de sa mise à mort, alors que Flavius Josèphe ne parle de rien de semblable, même s'il évoque l'influence qu'Hérodiade a sur son mari.

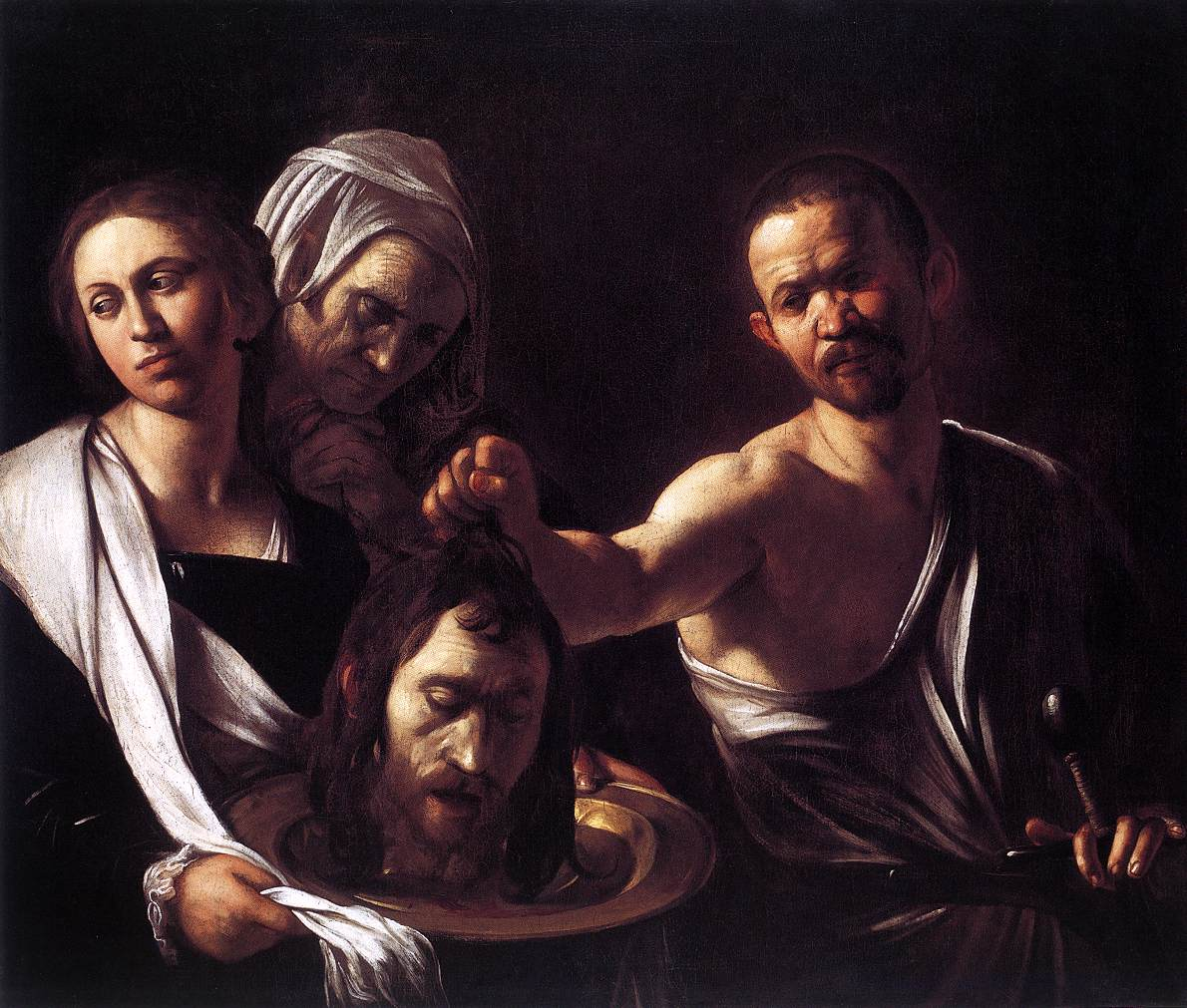
Le Caravage, Salomé avec la tête de saint Jean-Baptiste (1607), Londres, National Gallery.

Rien dans cette anecdote des évangiles attribués à Marc et à Matthieu n'est historiquement impossible. Mais, elle est isolée et présente les traits d'une légende populaire et est inconnue de l'historien Flavius Josèphe. Pour plusieurs auteurs, cette « séquence évangélique », « n'est pas sans évoquer le livre d'Esther,. » Pour Claudine Gauthier, « le récit évangélique emprunte à deux sortes de sources. Des sources vétérotestamentaires tout d’abord. Cette jeune fille à qui, parce qu’elle lui a plu au cours d’un banquet, un roi promet : « ce que tu me demanderas, je te le donnerai, jusqu’à la moitié de mon royaume » (Marc 6,23), n’est pas sans rappeler l’héroïne du livre d’Esther, à qui le roi Assuérus, séduit lui aussi au cours d’un banquet, fait mot pour mot la même promesse (Esther 5,3-6 ; 7,2). La première reçoit sur un plat la tête du Baptiste, la seconde obtient la mise à mort de Haman, le conseiller félon. »

### Hérode Agrippa le frère d'Hérodiade, devient roi
Pendant ce temps Agrippa, le frère d'Hérodiade, était parvenu à retrouver son indépendance et était attiré par Rome et les relations qu'il y avait tissées. Agrippa est bien décidé à se rendre à Rome, « pour accuser le tétrarque » Hérode Antipas auprès de Tibère, afin d'essayer de prendre son domaine. Arrivé à Rome au printemps 36, Agrippa est au début bien accueilli par Tibère, mais il tombe une première fois en disgrâce. C'est Antonia Minor, qui, par son entremise, lui permet d'être réhabilité. Agrippa devint aussi l’ami intime de Caïus Caligula, un des deux héritiers présomptifs,. Il est brutalement mis aux fers, parce qu’un jour, voulant flatter Caligula, il lui dit : « Ah ! si Tibère s’en allait bientôt et laissait la couronne à plus digne que lui ! », ce qu'un de ses esclaves rapporte à Tibère,. Pour Gilbert Picard, c'est parce qu'Agrippa a été évincé de ses prétentions à obtenir la tétrarchie d'Antipas qu'il complote contre Tibère. Agrippa reste en prison jusqu’à la mort de Tibère, survenue six mois après (16 mars 37).
L’avènement au trône de son ami Caligula relance la fortune d’Agrippa. Le nouvel empereur le tire de prison et lui octroie, outre le titre de roi, les territoires de Philippe.

### Destitution d'Antipas et exil en Gaule

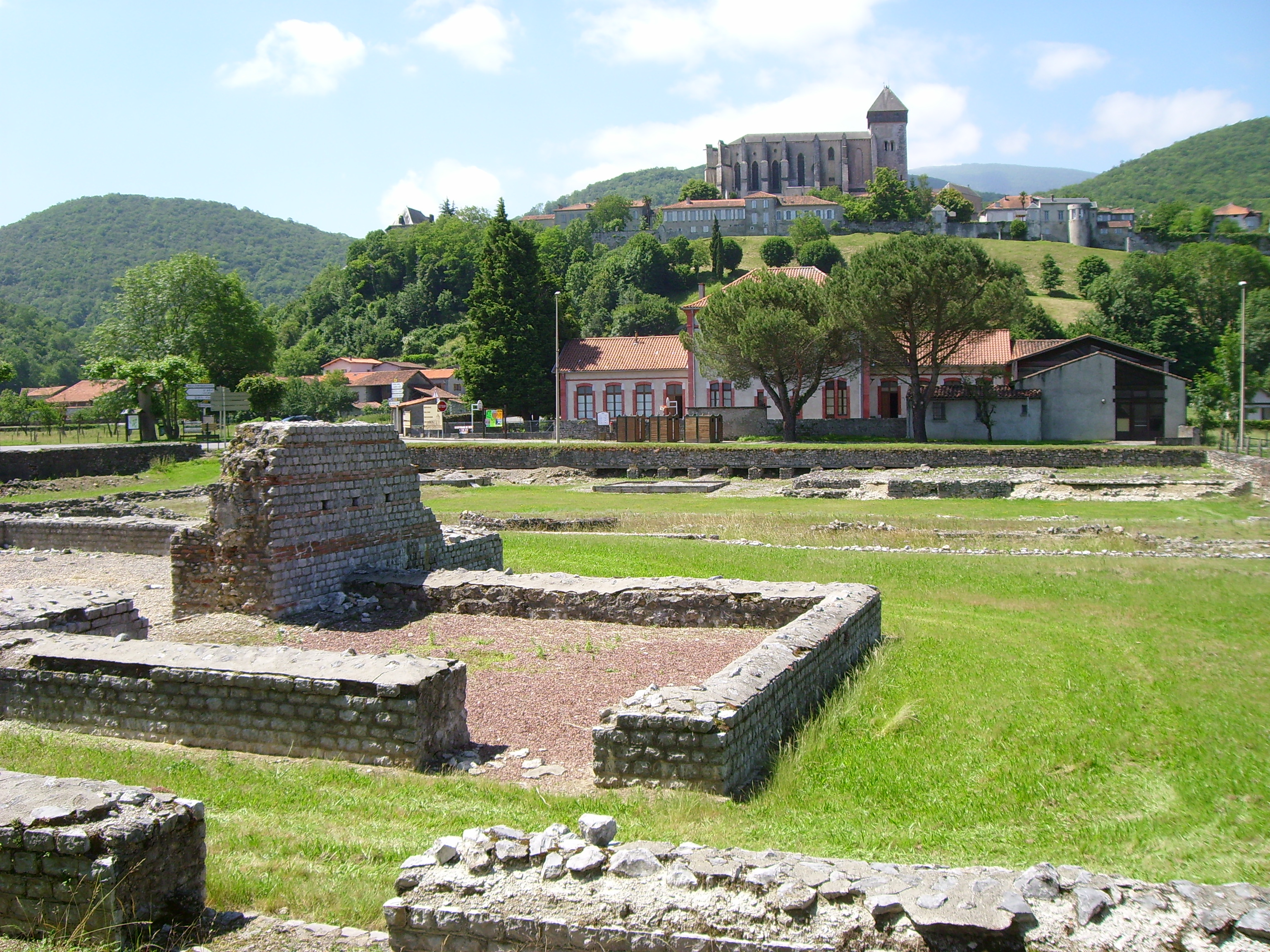
Saint-Bertrand-de-Comminges : les ruines antiques (thermes du forum) et la cathédrale médiévale.

Agrippa rentre dans ses territoires à l'été 38. Jalouse de voir son frère élevé à la dignité royale, Hérodiade pousse son mari Hérode Antipas à demander à l'empereur Caligula de lui accorder le titre de roi. Antipas se méfie en raison des excellents rapports qu'entretiennent Agrippa et Caligula. Il cède aux demandes insistantes de son épouse et part pour Rome en 39. Informé de ce voyage, Agrippa dépêche à Rome son plus fidèle affranchi, porteur d'une lettre pour Caligula. Il y accuse Antipas de fomenter un complot avec les Parthes et d'avoir accumulé sans le dire à l'empereur des réserves d'armes dans ses arsenaux de Tibériade. La seconde accusation est vraie, la première est probablement fausse. Pour autant Caligula déchoit, bannit et exile Hérode Antipas dans le sud des Gaules (39 ap. J.-C.). Agrippa reçoit les territoires d'Antipas, la Galilée et la Pérée, ainsi que tous les biens confisqués au tétrarque et à son épouse.
Par respect pour son frère, l'empereur offre à Hérodiade la possibilité de retourner en Palestine pour vivre à la cour d'Agrippa, en y conservant sa fortune. Dans un ultime élan de noblesse ou d'orgueil, ou peut-être parce qu'elle n'a pas confiance en son frère, elle accompagne son mari dans l'exil. Dans les Antiquités judaïques, Flavius Josèphe indique qu'Antipas fut banni à « Lugdunum », mais dans la Guerre des Juifs, il situe ce bannissement en Hispanie. Il est admis généralement qu'il s'agit alors de Lugdunum Convenarum (actuelle Saint-Bertrand-de-Comminges), située près de la frontière espagnole (en Haute-Garonne) et pas l'actuelle ville de Lyon,.
C'est là que l'histoire perd la trace d'Hérodiade.

## Identification du premier mari d'Hérodiade
L'identification du premier époux d'Hérodiade pose une difficulté. En effet la mention dans les évangiles selon Marc et Matthieu qu'Hérodiade est « la femme de Philippe », a longtemps fait confondre son mari avec le tétrarque Philippe, évoqué dans un autre évangile — celui attribué à Luc —, qui est en apparence le seul Hérodien de ce nom et qui chez Flavius Josèphe est celui qui vient de mourir lorsque Antipas propose le mariage à Hérodiade,.
Cette déduction intervient parce que ces quatre évangiles sont regroupés en un seul livre — le Nouveau Testament — ce que leurs auteurs n'avaient jamais prévu. L'évangile selon Luc qui est le seul à mentionner le tétrarque Philippe, ne contient pas la phrase disant qu'Hérodiade est « la femme de Philippe ». Les évangiles selon Marc et selon Matthieu qui contiennent cette mention, citent un seul Philippe, celui qui est membre du groupe des douze, appelé traditionnellement les douze apôtres.

### Le premier mari d'Hérodiade s'appelait-il Philippe?
Hérode II, fils d'Hérode, était le premier mari d'Hérodiade,,, et parce que les évangiles selon Marc et Matthieu précisent qu'Hérodiade a été mariée à Philippe, certains spécialistes estiment que son nom était effectivement Hérode Philippe. Ceci est toutefois contesté par de nombreux chercheurs, qui pensent que l'évangéliste s'est simplement trompé, une hypothèse qui s’appuie sur le fait que l'Évangile selon Luc, — plus tardif et qui, selon l'avis le plus répandu, est basé sur une version de l'Évangile selon Marc — ne reprend pas ce nom de Philippe,,. Pour Christian-Georges Schwentzel, les auteurs des évangiles ont pu confondre Hérode, fils de Mariamne II, et Philippe, d'autant plus facilement que si Flavius Josèphe a raison, ce dernier était l'époux de Salomé. Pour Schwentzel, le tétrarque Philippe est en apparence le seul Hérodien de ce nom.
D'autres auteurs, font remarquer qu'il pouvait très bien s'appeler aussi Philippe, mais que, pour des commodités de rédaction, Flavius Josèphe ne l'appelle jamais de ce nom. Une question qui risque de ne jamais être tranchée. Selon Christian-Georges Schwentzel, c'est la raison pour laquelle « un certain nombre d'ouvrages et d'éditions du Nouveau Testament nomment arbitrairement le personnage « Hérode Philippe », précisant qu'il ne faut pas le confondre avec Philippe le tétrarque. »
Parce qu'il est le petit-fils du grand prêtre Simon Boëthus, les historiens modernes l'appellent parfois Hérode Boëthus, sans aucune preuve qu'il ait effectivement été appelé ainsi au cours de sa vie.

### Le premier mari d'Hérodiade n'était pas le tétrarque Philippe
De nombreux auteurs, rapportant la tradition chrétienne ou influencés par elle,[réf. nécessaire]indiquent que le premier mari d'Hérodiade serait Hérode Philippe, le tétrarque de Trachonitide mort en 34. Cette affirmation semble soutenue par les mentions des évangiles selon Marc et Matthieu qui indiquent qu'Hérodiade est « la femme de Philippe ». Toutefois selon Flavius Josèphe, celui qui se marie avec Hérodiade est un autre fils d'Hérode le Grand. Par exemple, au moment où Antipas va proposer le mariage à Hérodiade, Flavius Josèphe écrit:

« Partant pour Rome, il descendit chez Hérode, son frère, fils d'une autre mère, car il était né de la fille du grand pontife Simon. »

Cet « Hérode, fils d'Hérode et de la fille du grand pontife Simon », qui n'est jamais appelé Hérode Philippe chez Flavius Josèphe, est déshérité par Hérode le Grand, un an environ avant de mourir,,,. Chez Flavius Josèphe, le fils d'Hérode le Grand qui devient tétrarque de Batanée et de Trachonitide et qui se prénomme en effet Philippe, a pour mère la cinquième épouse d'Hérode : Cléopâtre de Jérusalem et pas Mariamne II, fille de Boëthos. Il a pour épouse Salomé, la fille d'Hérodiade, et non pas sa mère,. De ce mariage aucun enfant ne naîtra, ce qui est cohérent avec la mention de Flavius Josèphe selon laquelle Philippe le tétrarque est « mort sans enfant ». Selon Christian-Georges Schwentzel, Salomé était peut-être trop jeune pour avoir des enfants, elle ne devait guère être âgée de plus de onze ou douze ans, à la mort de son premier époux. Toutefois pour Étienne Trocmé, Salomé pourrait avoir vingt ans au moment des faits.
Pour Nikkos Kokkinos « l'obstination de nombreux théologiens, à se référer à Hérode II comme « Hérode Philippe » est sans valeur », Selon lui:
- « Hérode Philippe Ier » est mieux identifié par le nom « Hérode II » ou « Hérode, fils d'Hérode ».
- « Hérode Philippe II » est mieux identifié sous le nom de « Philippe le tétrarque »[44].

## Arbre généalogique
|                   |                   |                   |                   |                                                   |                                                   | Hérode le Grand                                   | Hérode le Grand                                   | Hérode le Grand                                   | Hérode le Grand                                   | Hérode le Grand    | Hérode le Grand    |                    |                    |               |               |                      |                      | Mariamne l'Hasmonéenne | Mariamne l'Hasmonéenne | Mariamne l'Hasmonéenne | Mariamne l'Hasmonéenne | Mariamne l'Hasmonéenne | Mariamne l'Hasmonéenne |           |           |          |          |          |          |  |  |           |           |           |           |           |           |
|                   |                   |                   |                   |                                                   |                                                   | Hérode le Grand                                   | Hérode le Grand                                   | Hérode le Grand                                   | Hérode le Grand                                   | Hérode le Grand    | Hérode le Grand    |                    |                    |               |               |                      |                      | Mariamne l'Hasmonéenne | Mariamne l'Hasmonéenne | Mariamne l'Hasmonéenne | Mariamne l'Hasmonéenne | Mariamne l'Hasmonéenne | Mariamne l'Hasmonéenne |           |           |          |          |          |          |  |  |           |           |           |           |           |           |
|                   |                   |                   |                   |                                                   |                                                   |                                                   |                                                   |                                                   |                                                   |                    |                    |                    |                    |               |               |                      |                      |                        |                        |                        |                        |                        |                        |           |           |          |          |          |          |  |  |           |           |           |           |           |           |
|                   |                   |                   |                   |                                                   |                                                   |                                                   |                                                   |                                                   |                                                   |                    |                    |                    |                    |               |               |                      |                      |                        |                        |                        |                        |                        |                        |           |           |          |          |          |          |  |  |           |           |           |           |           |           |
|                   |                   |                   |                   | Bérénice, fille de Salomé, sœur d'Hérode le Grand | Bérénice, fille de Salomé, sœur d'Hérode le Grand | Bérénice, fille de Salomé, sœur d'Hérode le Grand | Bérénice, fille de Salomé, sœur d'Hérode le Grand | Bérénice, fille de Salomé, sœur d'Hérode le Grand | Bérénice, fille de Salomé, sœur d'Hérode le Grand |                    |                    | Aristobule IV      | Aristobule IV      | Aristobule IV | Aristobule IV | Aristobule IV        | Aristobule IV        |                        |                        | Alexandre              | Alexandre              | Alexandre              | Alexandre              | Alexandre | Alexandre |          |          |          |          |  |  |           |           |           |           |           |           |
|                   |                   |                   |                   | Bérénice, fille de Salomé, sœur d'Hérode le Grand | Bérénice, fille de Salomé, sœur d'Hérode le Grand | Bérénice, fille de Salomé, sœur d'Hérode le Grand | Bérénice, fille de Salomé, sœur d'Hérode le Grand | Bérénice, fille de Salomé, sœur d'Hérode le Grand | Bérénice, fille de Salomé, sœur d'Hérode le Grand |                    |                    | Aristobule IV      | Aristobule IV      | Aristobule IV | Aristobule IV | Aristobule IV        | Aristobule IV        |                        |                        | Alexandre              | Alexandre              | Alexandre              | Alexandre              | Alexandre | Alexandre |          |          |          |          |  |  |           |           |           |           |           |           |
|                   |                   |                   |                   |                                                   |                                                   |                                                   |                                                   |                                                   |                                                   |                    |                    |                    |                    |               |               |                      |                      |                        |                        |                        |                        |                        |                        |           |           |          |          |          |          |  |  |           |           |           |           |           |           |
|                   |                   |                   |                   |                                                   |                                                   |                                                   |                                                   |                                                   |                                                   |                    |                    |                    |                    |               |               |                      |                      |                        |                        |                        |                        |                        |                        |           |           |          |          |          |          |  |  |           |           |           |           |           |           |
| Hérode de Chalcis | Hérode de Chalcis | Hérode de Chalcis | Hérode de Chalcis | Hérode de Chalcis                                 | Hérode de Chalcis                                 |                                                   |                                                   | Hérode Agrippa Ier                                | Hérode Agrippa Ier                                | Hérode Agrippa Ier | Hérode Agrippa Ier | Hérode Agrippa Ier | Hérode Agrippa Ier |               |               | Aristobule le Mineur | Aristobule le Mineur | Aristobule le Mineur   | Aristobule le Mineur   | Aristobule le Mineur   | Aristobule le Mineur   |                        |                        | Mariamne  | Mariamne  | Mariamne | Mariamne | Mariamne | Mariamne |  |  | Hérodiade | Hérodiade | Hérodiade | Hérodiade | Hérodiade | Hérodiade |

- L'ordre des enfants d'Aristobule IV et Bérénice est arbitraire.

## Légendes et littérature médiévales
Au Moyen Âge en Europe, une croyance largement répandue tenait Hérodiade, assimilée à Diane, Holda et Abundia (en), pour la tête d'un supposé culte de sorcières (voir Culte d'Hérodiade (en)). Selon Alexandre Najjar, elle serait « condamnée à errer chaque nuit dans les bois depuis minuit jusqu'au chant du coq. »
Hérodiade apparaît dans diverses légendes pyrénéennes comme un personnage maléfique. La localisation de ces légendes pourrait être en rapport avec son lieu d'exil qui est probablement Lugdunum Convenarum (actuelle Saint-Bertrand-de-Comminges). D’autres légendes situent au lac de Barbazan, proche de Saint-Bertrand-de-Comminges, la fin de sa fille Salomé.

## Hérodiade dans les arts

### Littérature
- Hérodiade [Ouverture ancienne]. Les Noces d'Hérodiade, Mystère, fragments d'une pièce inachevée et posthume de Stéphane Mallarmé. Il s'agit  manifestement de la "danseuse" Salomé, ce que ses amis ont  signalé à l'auteur, mais Mallarmé préférait le nom d'"Hérodiade", "comme une grenade éclatée".
- La danseuse, une des Trois histoires de châtiments divins dans L'Hérésiarque de Guillaume Apollinaire.

Texte intégral
- Hérodias, un des Trois contes de Gustave Flaubert, 1877.
- Hérodiade, poème de Stéphane Mallarmé, dans Poésies, 1887.
- Salomé, pièce de théâtre d'Oscar Wilde (écrite en français en 1891).
- Atta Troll de Heinrich Heine (écrit en 1841).
- Les Princesses de Théodore de Banville (1874).

### Musique
- Hérodiade, opéra de Jules Massenet, 1881.
- Hérodiade, ballet de Paul Hindemith, 1944.
- Salomé, opéra de Richard Strauss, 1905.
- Dans Parsifal, opéra de Richard Wagner, 1882, Kundry n'est autre que Hérodiade, « la Juive errante ».

### Cinéma
- Salomé, film américain réalisé par Charles Bryant, sorti en 1923 ; Hérodiade est interprétée par Rose Dione.

## Astronomie
L'astéroïde (546) Herodias a été baptisé ainsi en référence à Hérodiade et (562) Salomé en référence à sa fille.